# Perseguit
Perseguit (títol original: The Running Man) és una pel·lícula d'acció de 1987 estatunidenca dirigida per Paul Michael Glaser, estrenada l'any 1987. Està lliurement inspirada de la novel·la homònima de Richard Bachman, pseudònim diverses vegades utilitzat per Stephen King (1982). Ha estat doblada al català

## Argument
La història de la pel·lícula es desenvolupa el  2019. Un policía és detingut per haver desobeït les ordres en refusant de disparar contra una multitud innocent i famolenca. Quan s'escapa de la presó, és cridat per un presentador de televisió que el vol contractar  (contra el seu grat) per l'emissió del programa The Running Man en el qual un home ha d'escapar a assassins que el persegueixen amb la finalitat de ser alliberat de la presó.

## Repartiment
- Arnold Schwarzenegger: Ben Richards
- Maria Conchita Alonso: Amber Mendez
- Richard Dawson: Damon Killian
- Yaphet Kotto: William Laughlin
- Marvin J. McIntyre: Harold Weiss
- Jesse Ventura: Capità Freedom
- Mick Fleetwood : Mic
- Jim Brown: Fireball
- Erland van Lidth de Jeude: Dynamo
- Gus Rethwisch : Buzzsaw
- Karen Leigh Hopkins : Brenda
- Kurt Fuller : Tony
- Professor Toru Tanaka : Subzero
- Sven-Ole Thorsen: Sven
- Edward Bunker : Lenny
- Ken Lerner: l'agent artístic de Ben Richards
- Dweezil Zappa: Stevie
- Kim Pawlik: la periodista TV
- Thomas Rosales Jr. : Chico

## Producció
Rob Cohen va comprar els drets d'autor de la novel·la El fugitiu el 1985 per $15.000, el llibre estava signat per Richard Bachman (un pseudònim de Stephen King) per la  qual cosa la va comprar sense saber qui era l'autor real, ja que llavors Stephen King mantenia el seu pseudònim en secret.
L'elecció del director va portar el seu temps, ja que es va estar pensant en fins a quatre persones diferents (Paul Michael Glaser, Andy Davis i George Pan Cosmatos). En primera instància Paul Michael Glaser va rebutjar la pel·lícula perquè solament li deixaven dues setmanes per preparar el rodatge pel que van optar per Andy Davis, però després de vuit dies de rodatge aquest va ser acomiadat i van tornar a cridar a Paul Michael Glaser que finalment va acceptar la pel·lícula tenint llavors només dos dies per preparar-la. Van existir fins a un total de vint versions del guió, les últimes eren reescriptures que feia diàriament el propi director. La quantitat de violència que apareix en pantalla va fer que el director i els productors estiguessin en continu conflicte amb l'estudi de cinema perquè aquesta fos reduïda.
La coreografia de les ballarines de la pel·lícula van ser creades per Paula Abdul, que estava treballant llavors de coreògrafa per Janet Jackson. Les ballarines eren en realitat les animadores de Los Angeles Lakers.
La companyia Home Box Office va produir la pel·lícula al costat de Braveworld Productions, J&M Entertainment, Keith Barish Productions i TAFT Entertainment Pictures La distribució als Estats Units va ser a càrrec de TriStar Pictures i de Trifilms S.A. a Espanya.
La pel·lícula va ser qualificada R als Estats Units i no recomanada per a menors de tretze anys a Espanya.

## Rebuda
La pel·lícula ha conegut un èxit comercial moderat, informant aproximadament 38 milions de dòlars al box-office a Amèrica del Nord per un pressupost de 27 milions $.  Amb Kalidor que ha vengut més de 740.000 entrades, Running Man és una de les dues pel·lícules en que actua Arnold Schwarzenegger que no superen el milió d'entrades en els anys 1980.
Ha rebut una rebuda més aviat favorable, recollint un 61 % de crítiques positives, amb una nota mitjana de 5,5/10  sobre la base de 33 crítics, en el lloc Rotten Tomatoes.

## Premis
El 1988, Richard Dawson ha rebut el Saturn Award al millor actor secundari i la pel·lícula ha estat igualment nominada pel Saturn Award a la millor pel·lícula de ciència-ficció i el Saturn Award al millor vestuari.